# Olympic Real de Bangui
El Olympic Real de Bangui es un equipo de fútbol de la República Centroafricana que juega en el Campeonato de fútbol de la República Centroafricana, el torneo de fútbol más importante del país.

## Historia
Fue fundado en el año 1945 en la capital Bangui con el nombre Réal Olympique Castel y es uno de los equipos más ganadores del país al acumular 13 títulos de liga y 2 torneos de copa.
Ha participado en torneos continentales en 10 ocasiones, donde su mejor participación fue en la Copa Africana de Clubes Campeones 1974, donde alcanzó la segunda ronda. 

## Palmarés
- Campeonato de fútbol de la República Centroafricana: 13

1971, 1973, 1975, 1979, 1982, 2000, 2001, 2004, 2010, 2012, 2016, 2016/17, 2021/22.
- Copa de la República Centroafricana : 2

1989, 1999.

## Participación en competiciones de la CAF
| Temporada | Torneo                            | Ronda      | Club                       | Casa  | Visita | Global      |
| --------- | --------------------------------- | ---------- | -------------------------- | ----- | ------ | ----------- |
| 1972      | Copa Africana de Clubes Campeones | 1          | Aigle Nkongsamba           | 1-0   | 1-3    | 2-3         |
| 1974      | Copa Africana de Clubes Campeones | 1          | Simba FC                   | 4-0   | 0-1    | 4-1         |
| 1974      | Copa Africana de Clubes Campeones | 2          | Hearts of Oak              | 3-3   | 1-6    | 4-9         |
| 1983      | Copa Africana de Clubes Campeones | Preliminar | Maniema Fantastique        | 1-0   | 1-2    | 2-2 (a)     |
| 1983      | Copa Africana de Clubes Campeones | 1          | Petro Atlético             | 2-3   | 1-3    | 3-6         |
| 1990      | Recopa Africana                   | 1          | Requins de l'Atlantique FC | 1-0   | 0-1    | 1-1 (3-4 p) |
| 2000      | Recopa Africana                   | Preliminar | Rayon Sport                | 1-1   | w.o.1  | 1-1         |
| 2002      | Liga de Campeones de la CAF       | Preliminar | Akonangui FC               | 1-0   | 0-1    | 1-1 (6-7 p) |
| 2004      | Copa Confederación de la CAF      | Preliminar | Petro do Huambo            | w.o.2 | w.o.2  | w.o.2       |
| 2011      | Liga de Campeones de la CAF       | Preliminar | MC Alger                   | 1-1   | 0-2    | 1-3         |
| 2013      | Liga de Campeones de la CAF       | Preliminar | Kano Pillars               | 0-0   | 1-5    | 1-5         |
| 2018      | Liga de Campeones de la CAF       | Preliminar | ES Sétif                   | 0-0   | 0-6    | 0-6         |
| 2022/23   | Liga de Campeones de la CAF       | 1          | Vipers SC                  | 0-1   | 0-3    | 0-4         |

1- Olympic Real no se presentó al partido de vuelta y quedó eliminado.

2- Olympic Real abandonó el torneo.